# 2010년 콜로라도 주지사 선거
2010년 콜로라도 주지사 선거는 콜로라도주의 주지사를 선출하기 위해 2010년 11월 2일에 실시되었다. 총 1,787,730명의 유권자가 선거에 참여하였다. 선거 전 현직 주지사였던 빌 리터가 재선이 가능함에도 출마하지 않음에 따라 민주당에서는 덴버 시 시장이었던 존 히켄루퍼를 후보로 선출하였다. 공화당에서는 사업가 출신의 댄 매스를 후보로 선출하였으나 공화당 소속의 연방 하원의원 톰 탄크레도가 탈당 후 출마하면서 3파전으로 선거가 진행되었다. 선거 결과 히켄루퍼가 51%를 득표해 36%를 얻은 탄크레도와 11%를 얻은 매스를 크게 따돌리고 승리하였다.

## 선거 결과
| 후보        | 후보             | 정당        | 득표      | 득표  | 비고 |
| ----------- | ---------------- | ----------- | --------- | ----- | ---- |
|             | 존 히켄루퍼      | 민주당      | 915,436   | 51.1% | 당선 |
|             | 톰 탄크레도      | 미국 헌법당 | 652,376   | 36.4% |      |
|             | 댄 매스          | 공화당      | 199,792   | 11.1% |      |
|             | 제임스 브라운    | 자유당      | 13,365    | 0.7%  |      |
|             | 제이슨 R. 클라크 | 무소속      | 8,601     | 0.5%  |      |
|             | 폴 피오리노      | 무소속      | 3,492     | 0.2%  |      |
| 단기명 투표 | 단기명 투표      | 단기명 투표 | 86        | <0.1% | -    |
| 합계        | 합계             | 합계        | 1,793,148 |       |      |